# Zoltán Tildy
Zoltán Tildy (Losonc, 18 novembre 1889 - Budapest, 3 août 1961) est un homme politique hongrois qui est le dernier Premier ministre du royaume de Hongrie en 1945 et 1946, puis le premier président de la république de Hongrie en 1946-1948.

## Biographie
Zoltán Tildy nait à Losonc (aujourd'hui Lučenec en Slovaquie), dans l'Empire austro-hongrois d'une famille de fonctionnaire hongrois du gouvernement local. Il étudie à l'Académie de théologie réformée de Pápa, après avoir étudié une année à l'université de Belfast en Irlande du Nord. Il sert comme ministre de l'Église réformée à partir de 1921, édite le quotidien de l'Église réformée de Hongrie, la Famille chrétienne (Keresztény Család) et d'autres périodiques. En 1929, il rejoint le Parti indépendant des petits propriétaires (FKgP) avec d'autres personnalités politiques hongroises comme Ferenc Nagy. Il devient vice-président du parti peu après.
Il est élu au parlement hongrois, puis réélu en 1936 et en 1939. Il fait pression sur le gouvernement de Miklós Horthy pour qu'il sorte de la Seconde Guerre mondiale. Après que la Hongrie soit occupée par les Allemands, Tildy doit se cacher. Après l'occupation du pays par les Soviétiques, Tildy devient le président du FKgP. Il est premier ministre du 15 novembre 1945 au 1er février 1946, date à laquelle il est élu président de la Hongrie. Il est également membre ex officio du Haut Conseil National du 7 décembre 1945 au 2 février 1946.
Il reste président jusqu'au 31 juillet 1948, lorsqu'il est contraint de démissionner en raison de l'arrestation de son gendre par l'ÁVH sous des accusations d'espionnage et de haute trahison montées de toutes pièces. Zoltán Tildy est maintenu assigné à résidence jusqu'au 1er mai 1956 à Budapest. Il est nommé ministre d'État durant la révolution hongroise de 1956. Il est arrêté par les troupes soviétiques après l'invasion de la Hongrie et est condamné à six ans de prison par la Cour suprême le 15 juin 1958 lors du procès d'Imre Nagy et de ses « associés ». Il est toutefois libéré en avril 1959 en raison de son âge avancé. Il vit ensuite en retraite complète jusqu'à sa mort en 1961.